# Baetis diablus
Baetis diablus is een haft uit de familie Baetidae. De wetenschappelijke naam van de soort is voor het eerst geldig gepubliceerd in 1954 door Day.
De soort komt voor in het Nearctisch gebied.